# Żawraił Szapijew
Żawraił Nurmagomiedowicz Szapijew (ros. Жавраил Нурмагомедович Шапиев; ur. 20 kwietnia 1997) – rosyjski, a od 2017 roku uzbecki zapaśnik, dagestańskiego pochodzenia, walczący w stylu wolnym. Dwukrotny olimpijczyk. Zajął piąte miejsce w Tokio 2020 w kategorii 86 kg i w Paryżu 2024 w tej samej wadze.
Piąty na mistrzostwach świata w 2023. Brązowy medalista igrzysk azjatyckich w 2022. Wicemistrz Azji w 2024. Trzeci na mistrzostwach Azji juniorów w 2017. Mistrz Europy kadetów w 2014 roku.